# Federschake
Die Federschake verbindet bei Eisenbahnwagen das Federpaket mit dem Rahmen (Langträger). Durch die Schaken wird die Längenausdehnung der Blattfeder bei unterschiedlicher Belastung ausgeglichen. 
Nachdem zunächst einfache Laschen die Verbindung herstellten, wurden später Rollenschaken verwendet, die zusätzlich seitliche Verschiebungen aufnehmen konnten. 1894 wurden erstmals rechteckige Schaken verwendet, die durch größere Reibungsflächen bessere Dämpfungseigenschaften besaßen.
Ab 1948 kamen bei den nach UIC international vereinheitlichten Güterwagen zunehmend Doppelschaken zum Einsatz. Hierbei sind zwei Rechteckschaken-Paare durch ein Zwischenstück miteinander verbunden und bewirken eine höhere Dämpfung.

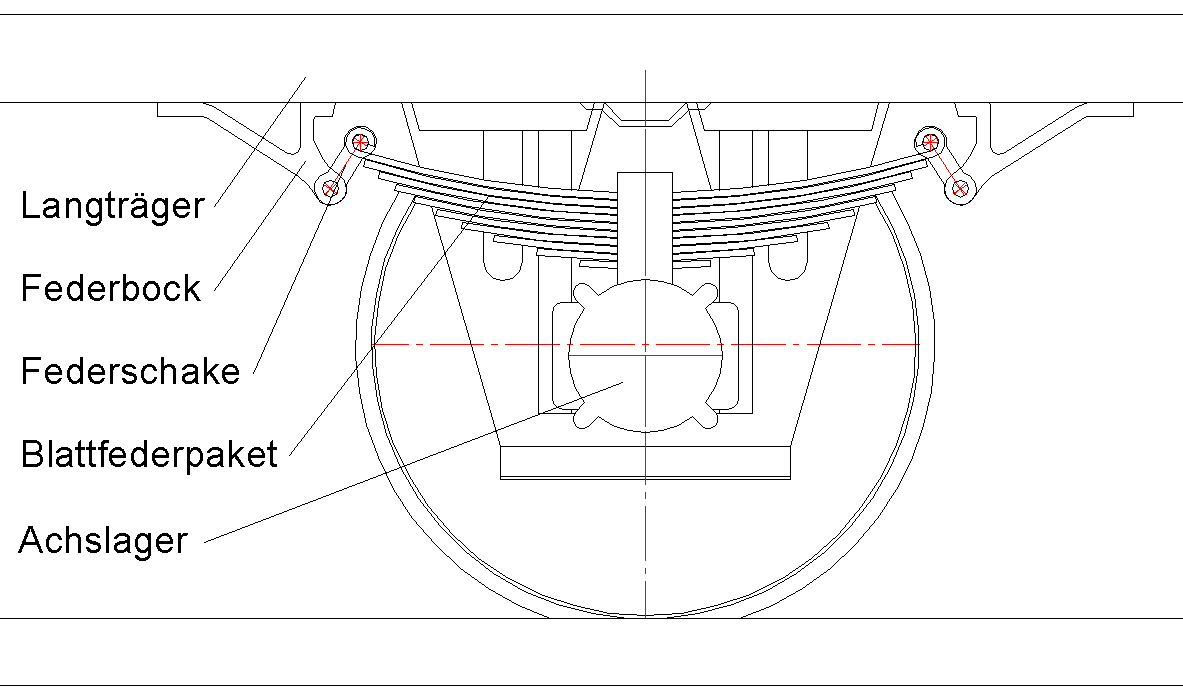
Schema Wagenfederung mit Laschen und Blattfederpaket
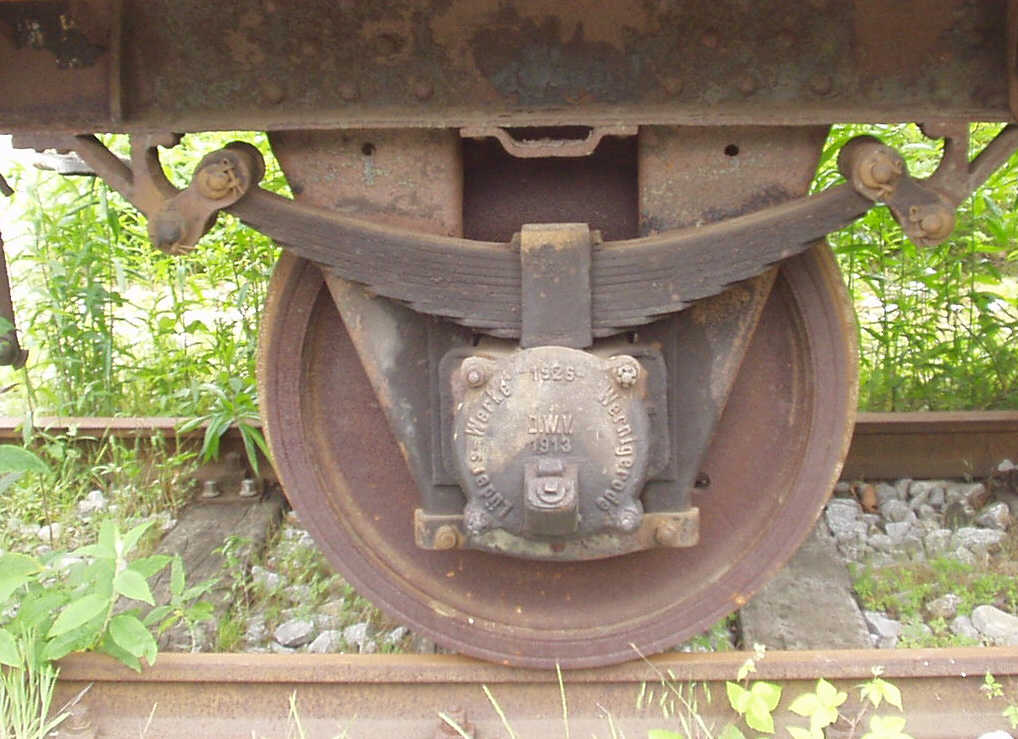
Wagenfederung mit Laschen an historischem Güterwagen
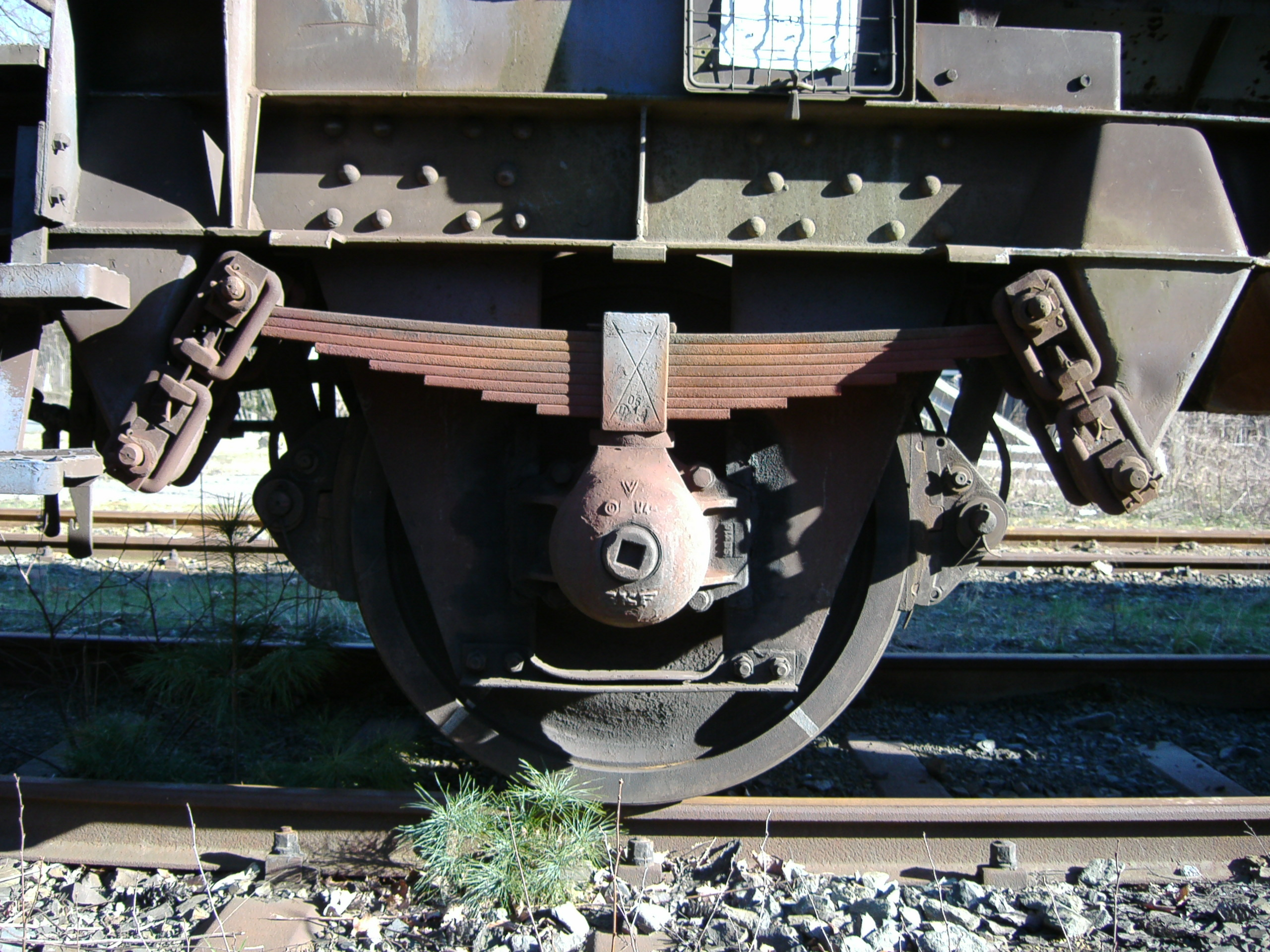
Radsatz mit Doppelschaken (an Selbstentladewagen Fccs)
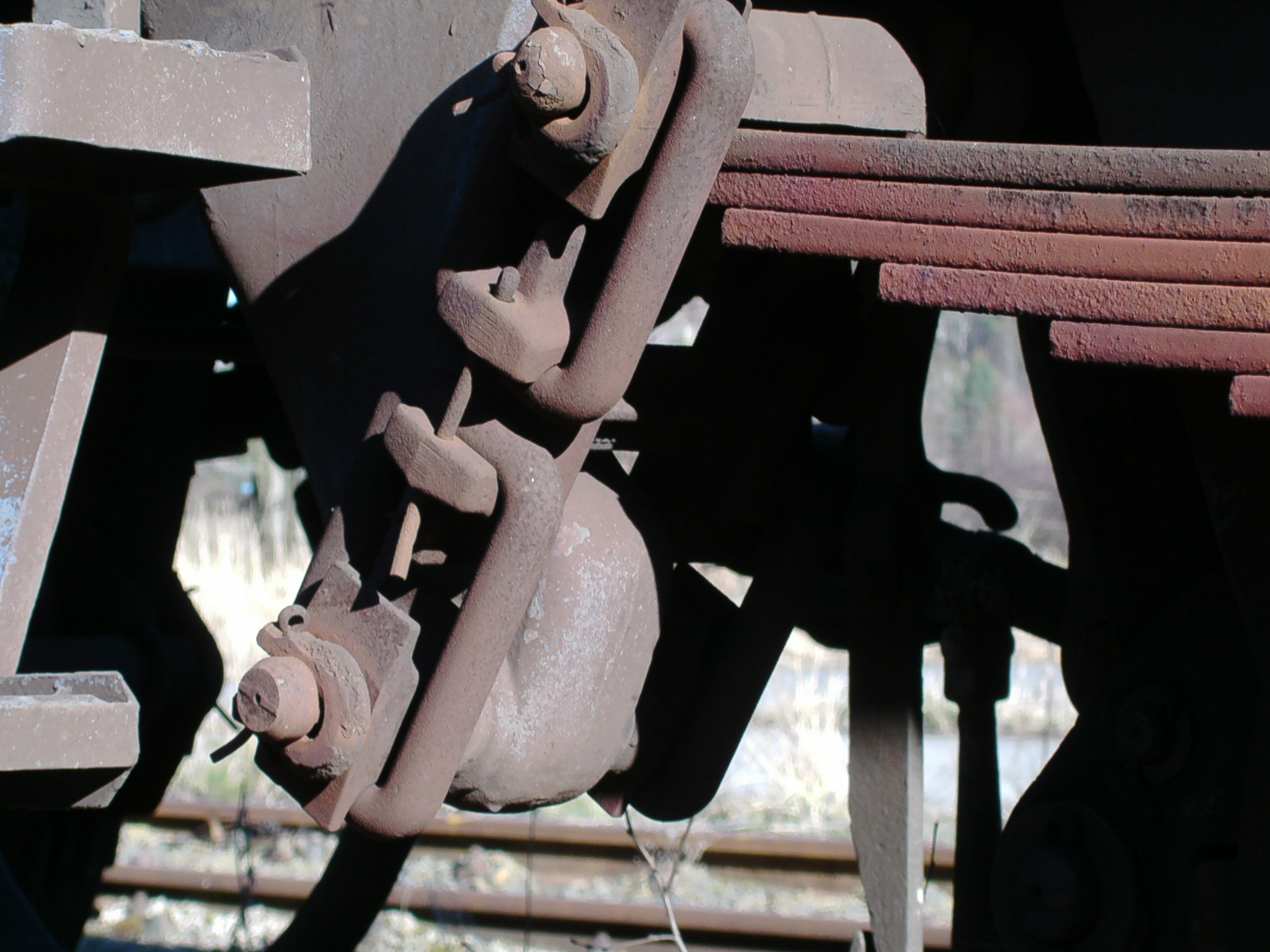
Detailaufnahme Doppelschake (an Selbstentladewagen Fccs)